# Kashiwazaki
Kashiwazaki (jap. 柏崎市 Kashiwazaki-shi) – miasto w Japonii, w prefekturze Niigata, na wyspie Honsiu (Honshū), nad Morzem Japońskim.

## Położenie
Miasto leży w środkowej części prefektury. Graniczy z: Nagaoka, Jōetsu, Tōkamachi.

## Transport

### Kolej
W mieście znajduje się stacja kolejowa Kashiwazaki obsługująca linie JR: Głównej Linii Shin’etsu i Linii Echigo.

### Drogowy
Przez miasto przebiegają drogi:
- Autostrada Hokuriku
- Drogi krajowe nr: 8, 116, 252, 291, 352, 353 oraz 460.

## Galeria

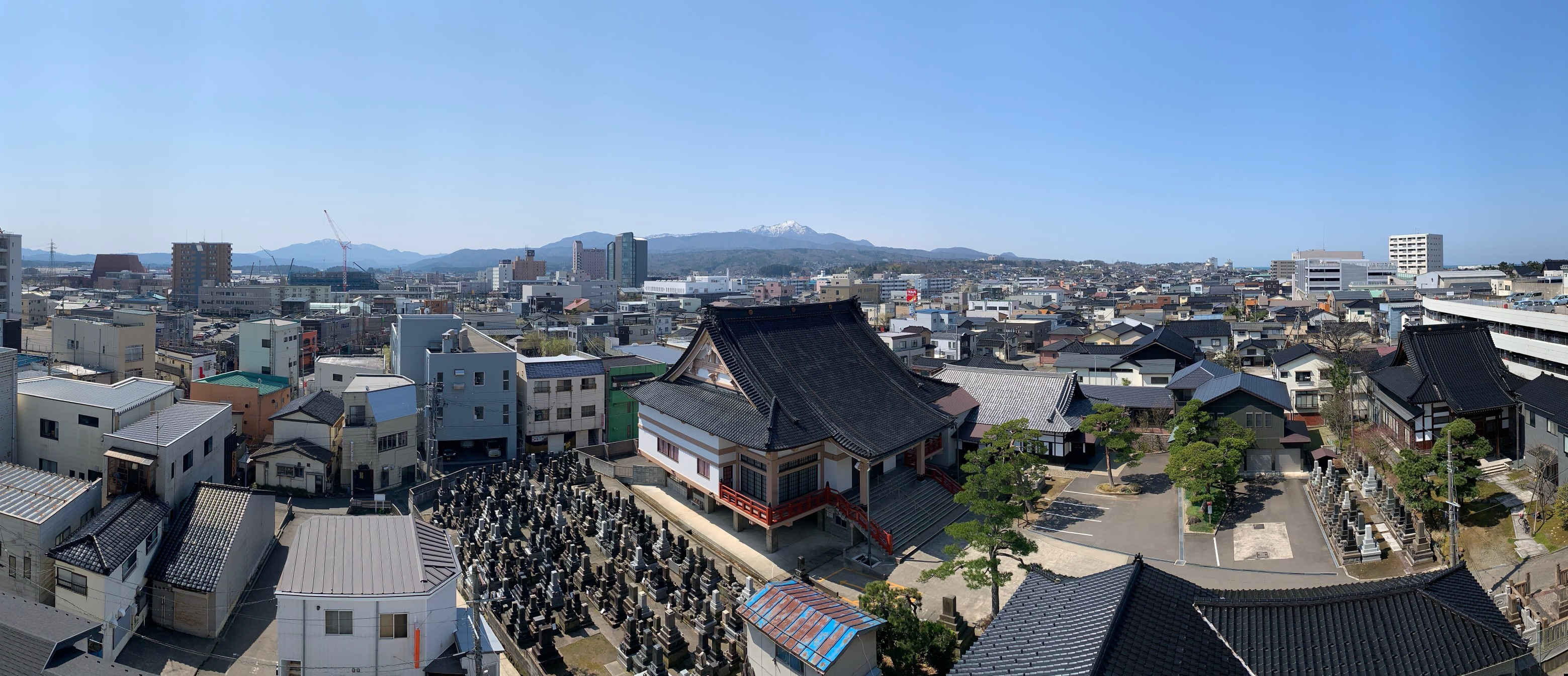
Panorama Kashiwazaki, w głębi góra Yone-yama (993 m)